# Orobanche schelkovnikovii
Orobanche schelkovnikovii är en snyltrotsväxtart som beskrevs av Nikolai Nikolaievich Tzvelev. Orobanche schelkovnikovii ingår i släktet snyltrötter, och familjen snyltrotsväxter. Inga underarter finns listade i Catalogue of Life.